# Балевец
Балевец, Баловец, Балавце или Балавча (грч. Κολχικό, Колхико) је насељено место у општини Лагадина у периферији Средишња Македонија, Грчка. Према попису из 2021. године био је 1.551 становник.
Према бугарском географу и историчару, Василу Канчову, у Балевцу је 1900. године живело 360 Словена хришћана. После Балканских ратова почело је досељавање грчких колониста, тако је на попису из 1920. године било 749 становника. Балевец је на попису из 1928. године имао 846 становника, од чега су већина Словени.